# Gonneville
Gonneville és un municipi francès situat al departament de la Manche i a la regió de Normandia. L'any 2007 tenia 860 habitants.

## Demografia

### Població
El 2007 la població de fet de Gonneville era de 860 persones. Hi havia 300 famílies de les quals 56 eren unipersonals (16 homes vivint sols i 40 dones vivint soles), 88 parelles sense fills, 148 parelles amb fills i 8 famílies monoparentals amb fills.
La població ha evolucionat segons el següent gràfic:
Habitants censats

### Habitatges
El 2007 hi havia 338 habitatges, 308 eren l'habitatge principal de la família, 13 eren segones residències i 17 estaven desocupats. 329 eren cases i 8 eren apartaments. Dels 308 habitatges principals, 261 estaven ocupats pels seus propietaris, 45 estaven llogats i ocupats pels llogaters i 2 estaven cedits a títol gratuït; 1 tenia una cambra, 6 en tenien dues, 29 en tenien tres, 74 en tenien quatre i 198 en tenien cinc o més. 255 habitatges disposaven pel capbaix d'una plaça de pàrquing. A 90 habitatges hi havia un automòbil i a 202 n'hi havia dos o més.

### Piràmide de població
La piràmide de població per edats i sexe el 2009 era:
| Homes | Edats   | Dones |
| ----- | ------- | ----- |
| 0     | 95 o +  | 0     |
| 0     | 90 a 94 | 0     |
| 0     | 85 a 89 | 0     |
| 0     | 80 a 84 | 0     |
| 4     | 75 a 79 | 8     |
| 8     | 70 a 74 | 16    |
| 12    | 65 a 69 | 16    |
| 12    | 60 a 64 | 4     |
| 16    | 55 a 59 | 16    |
| 4     | 50 a 54 | 4     |
| 44    | 45 a 49 | 24    |
| 64    | 40 a 44 | 56    |
| 44    | 35 a 39 | 52    |
| 16    | 30 a 34 | 20    |
| 28    | 25 a 29 | 44    |
| 28    | 20 a 24 | 12    |
| 52    | 15 a 19 | 32    |
| 56    | 10 a 14 | 36    |
| 32    | 5 a 9   | 24    |
| 28    | 0 a 4   | 28    |

## Economia
El 2007 la població en edat de treballar era de 594 persones, 433 eren actives i 161 eren inactives. De les 433 persones actives 404 estaven ocupades (229 homes i 175 dones) i 29 estaven aturades (16 homes i 13 dones). De les 161 persones inactives 55 estaven jubilades, 60 estaven estudiant i 46 estaven classificades com a «altres inactius».

### Ingressos
El 2009 a Gonneville hi havia 313 unitats fiscals que integraven 891 persones, la mediana anual d'ingressos fiscals per persona era de 17.806 €.

### Activitats econòmiques
Dels 20 establiments que hi havia el 2007, 7 eren d'empreses de construcció, 1 d'una empresa de comerç i reparació d'automòbils, 2 d'empreses de transport, 2 d'empreses d'hostatgeria i restauració, 3 d'empreses de serveis, 1 d'una entitat de l'administració pública i 4 d'empreses classificades com a «altres activitats de serveis».
Dels 13 establiments de servei als particulars que hi havia el 2009, 1 era una oficina de correu, 1 autoescola, 1 paleta, 2 guixaires pintors, 2 fusteries, 1 lampisteria, 1 electricista, 2 perruqueries i 2 restaurants.
L'any 2000 a Gonneville hi havia 37 explotacions agrícoles que ocupaven un total de 848 hectàrees.

## Equipaments sanitaris i escolars
El 2009 hi havia una escola elemental.

## Poblacions més properes
El següent diagrama mostra les poblacions més properes.